# Raiffeisenbank Aschberg
Die Raiffeisenbank Aschberg eG war eine Genossenschaftsbank mit Sitz in Holzheim. Ihr Geschäftsgebiet umfasste Teile des Landkreises Dillingen an der Donau und des Landkreises Günzburg. Im Jahr 2023 fusionierte die Bank mit der VR-Bank Donau-Mindel eG.

## Geschichte
Die Raiffeisenbank Aschberg eG entstand im Zuge einer Reihe von Fusionen verschiedener Raiffeisenbanken. 1989 fusionierte die Raiffeisenbank Holzheim-Weisingen eG mit der Raiffeisenbank Glött und der Raiffeisenbank Aislingen eG zur heutigen Raiffeisenbank Aschberg eG. 2016 schloss sich die Raiffeisenbank Offingen eG der Raiffeisenbank Aschberg eG an. 2020 wurde die Abteilung Ware mit dem Bezirkslagerhaus Wertingen zu einem Tochterunternehmen zusammengeführt. Die BLW GmbH agierte in den Bereichen Brennstoffe, Bau- und Gartenmarkt (Hagebau) sowie Getreidehandel und Agrarprodukte. Sie unterhielt Standorte in Wertingen, Meitingen, Achsheim, Holzheim und Aislingen.

## Filialen
Die Raiffeisenbank Aschberg eG unterhielt Filialen in folgenden Orten:
- Holzheim (Hauptstelle)
- Aislingen (SB-Stelle)
- Fristingen
- Glött (VersicherungsCenter)
- Offingen

## Gesellschaftliches Engagement
Die Raiffeisenbank Aschberg eG war Förderer von Wirtschaft, Kultur und Sport in der Region. Sie unterhielt langjährige Kooperationen mit Vereinen, sozialen Einrichtungen, Kulturstätten, Schulen und Institutionen im Geschäftsgebiet, insbesondere mit der Wirtschaftsvereinigung Aschberg.